# Дукс Секваники
Дукс Секваники (лат. dux Sequanicae) — командир (дукс) пограничной армии (лимитан), расквартированной в провинции Максима Секванская (Секваника) в диоцезе Галлия. Его непосредственным начальником на момент составления Notitia dignitatum (около 400 года) являлся магистр презентальной пехоты Запада, магистр презентальной кавалерии Запада и магистр конницы Галлии. В Notitia dignitatum указано, что под командованием дукса Секваники находилось всего лишь одно подразделение: Milites Latavienses, дислоцировавшееся в Олитионе.